# جانا و بلادور
جانا و بَلادور نمایشنامه‌ای است از بهرام بیضایی که سالِ ۱۳۹۱ در کالیفرنیا به کارگردانیِ خودش به نمایش درآمد.

## داستان
نیمهٔ یکُم

### مجلسِ یکُم
دو پرده‌خوان داستان می‌گویند:
دروای و تش‌انگان رفته‌اند تا بر باغِ جانا طاقی کنند؛ ولی گرفتار شده‌اند. جهان را سرما و تاریکی فراگرفته و سیمرغ از باغ گریخته و دیوان چیره‌اند و بهادرنامی نیز در بندشان. بَلادور، به راهنماییِ درختِ سخنگو، مادر و پدر را بدرود می‌گوید و در پیِ دو برادر می‌رود.

### مجلسِ دوّم
بَلادور خسته و سرمازده به باغِ جانا می‌رسد و با وی می‌آمیزد. کولیِ پناهندهٔ باغ کفِ دستِ بَلادور را می‌بیند: کارش با دیوان است. جانا می‌گوید که دروای و تش‌انگان در پیِ آهویی در کولاک گم شدند: هر دو اسیرِ دیوِ هفت‌خط که گروشان دارد با بویهٔ جانا و بَلادور. و جانا روز می‌شمارد. کولی با آینه راز می‌گوید و بَلادور می‌شنود: دیوِ دله از چاه به باغ راه یافته و جانا صدروزه افسون ساخته که اگر با وی آمیزد، دیو بمیرد. روزِ آخر، که جانا چاره از تسلیم ندارد، بَلادور سرِ دیو را به شمشیر به پای کولیِ ستمدیده می‌افکند. سپس خود در پیِ دروای و تش‌انگان به نبردِ دیوان می‌رود؛ و جانا، چشم به راه، در باغِ بسته می‌ماند.
نیمهٔ دوّم

### مجلسِ سوّم
دیوِ رکیک در بوران به بَلادور می‌زند. به صورتِ گراز درمی‌آید. دیوِ چاهِ دمکش به چماقش می‌کوبد و بَلادور را در چاهش پناه می‌دهد و با وی سرگذشت می‌گوید: که بهادر است که به افسونِ جهی صورتِ ددان گرفته. بَلادور قلّاده‌اش می‌گشاید و پس درمی‌آمیزد و هر بار چهره‌ای از چهره‌های جانوریِ بهادر می‌افتد و سرانجام صورتِ انسانی خود را بازمی‌یابد. بَلادور بهادر را می‌گذارد و در پیِ برادران می‌رود. آهویی می‌بیند، و می‌فهمد که این افسونِ جهی است؛ پس می‌گیردش و بر پشتش می‌نشیند و فرمان می‌دهد که او را نزدِ دیوِ هفت‌خط برد. در نهانگاهِ قلعه کولی جت به پیشواز می‌آید. بَلادور جهی را سه‌روزه افسون می‌کند و به صورتِ خودش درمی‌آورد و نزدِ دیوِ هفت‌خط می‌فرستد. کولی جت نیز صورتی از بَلادور می‌سازد و به دیوان می‌نماید. دیوان از آن که بَلادور می‌پندارند کامِ دل می‌ستانند و خود سست می‌افتند. افسونِ جهی که می‌شکند، هفت‌خط و دیوان می‌فهمند که فریب خورده‌اند؛ و آفتاب در کارِ برآمدن است.

### مجلسِ چهارم
بَلادور، که سوار بر جهی به دژِ یخین رسیده و با کولی جت همدست شده و دیوان را به تصویری از خود فریفته و غافل کرده، به مغاکِ دو برادر راه می‌یابد و سوزن از تنشان می‌کشد و زنده‌شان می‌کند و نخست با تش‌انگان و سپس با دروای می‌آمیزد. پس دو برادر به خواب می‌روند. بیدار می‌شوند و خوراک می‌خورند و هر دو با بَلادور می‌آمیزند. کولی جت می‌آید که افسونِ جهی شکسته و دیوان پیکار می‌جویند و آفتاب اندکی زده. بَلادور پیراهنِ جانا را به دروای و تش‌انگان می‌نماید و برمی‌انگیزدشان و هر سه آمادهٔ نبرد می‌شوند. بهادر نیز خود را می‌رساند و به ایشان می‌پیوندد و جنگ آغاز می‌شود. کولی جت، شکم‌دریده، می‌افتد. بهادر از جهی تیر می‌خورد و کشته می‌شود و خونش از شکافِ یخ به خاک می‌رسد و ازش درختی می‌روید. دیوان کشته می‌شوند و باران می‌بارد و قلعهٔ یخی آب می‌شود و بَلادور با آینه هفت‌خط را زهره می‌ترکاند. سپس تنِ بهادر را بَلادور به چاه می‌برد و خود بر چکادِ تارا پای درختِ سخنگو می‌گرید. چشمه‌ها می‌جوشد و دروای و تش‌انگان به باغِ جانا بازمی‌گردند و خرّمی و سبزی می‌شود.
پرده‌خوانان داستان را به انجام می‌رسانند.

## متن
این کار عمدتاً منظوم است، در چند وزن و قالب، و نوشته به سالِ ۱۳۵۶ بر اساسِ گل اومد بهار اومدِ (۱۳۴۷) منوچهر نیستانی و بازنوشتهٔ سالِ ۱۳۷۸. کتابِ جانا و بَلادور در ایران پروانهٔ انتشار نگرفته و منتشر نشده است. ولی پارهٔ کوتاهی از متنش در خردادِ ۱۴۰۴ در مجلّهٔ فیلم امروز آمد. کتاب را نیز تابستانِ همین سال انتشاراتِ بیشه (سان فرانسیسکو) منتشر کرد.

### به زبان‌های دیگر
جانا و بلادور برای تماشاکنانِ انگلیسی‌زبانِ نمایشِ اصلی (و نیز فیلمش) به انگلیسی ترجمه شد.

## نمایش
جانا و بَلادور نخستین بار ۲۷ ژوئنِ ۲۰۱۲ با بازیِ مژده شمسایی و محسن نامجو و کارگردانیِ سراینده در تماشاخانهٔ مرکزِ اجتماعاتِ محلّیِ کابرلی در پالو آلتو (کالیفرنیا) به سایه‌بازیِ آهنگین درآمد. این نمایش بالانویسِ انگلیسی نیز داشت و تا ۳۰ ژوئن بر صحنه بود. فیلمش، که کارِ بیضایی است، با زیرنویسِ انگلیسی در نوروزِ ۱۴۰۴ از اینترنت به نمایش درآمد.

### عوامل
- طرّاحِ پیکرک‌ها: مختار پاکی
- موسیقی: فراز مینویی و علی بازیار
- پیکرک‌گردانان: بلّا واردا، محمّد تالانی، یارا افشار، هومن حافظی، نفیس خانی

## دربارهٔ نمایش

### فیلم
فیلمی از پشتِ صحنهٔ نخستین نمایشِ جانا و بَلادور به نامِ پسِ پرده‌ی جانا و بَلادور هم‌زمان با پخشِ اینترنتیِ فیلمِ نمایش در نوروزِ ۱۴۰۴ در یوتیوب منتشر شد که بیضایی در تدوینش دست داشته است.